# Blune
Blune ili blunovke (lat. Sulidae) porodica su morskih ptica, koja pripada redu Suliformes. Blune su srednje velike ptice koje love svoj plijen – ribu, zaranjanjem u vodu i hvatanjem ispod površine oceana. 
Porodica uključuje 10 vrsta, razvrstanih u tri roda Sula, Morus i Papasula. Lako se mogu razlikovati po morfološkim karakteristikama, ponašanju i sekvencama DNK. Papasula ima svoj vlastiti rod, jer se u tim aspektima razlikuje od dva druga roda. Smatra se posebnom i drevnom lozom, bližom ganetima nego pravim blunama.
Blune dosežu duljinu od oko 60 do 85 cm, raspon krila im je od 140 do 175 cm. Imaju duga i šiljasta krila, dugačak rep, čija su vanjska pera kraća od središnjih. Noge su im zdepaste i imaju isprepletene kože koje povezuju sva četiri prsta. Neke vrste imaju jarko obojenu mrežu. Kljun je dug i šiljast. Oči su okrenute prema naprijed, tako da imaju binokularno vidno polje šire od većine drugih ptica.
Perje može biti potpuno bijelo, svijetlosmeđe ili sivkasto s tamnim vrhovima perja, obično repa, a može biti tamnosmeđe ili crno na gornjim dijelovima tijela i bijelo na donjim dijelovima. Vrste iz roda Morus obično imaju nijansu žute boje na glavi. Na licu su crne šare, obično između očiju i nosnica.

## Galerija
- Crnokrila bluna
- Ganet
- Blune
- Kolonija bluna

## Vanjske poveznice
|  | Zajednički poslužitelj ima stranicu o temi Sulidae    |
|  | Zajednički poslužitelj ima još gradiva o temi Sulidae |
|  | Wikivrste imaju podatke o taksonu Sulidae             |